# Област Саихаку
Област Саихаку (јап. 西伯郡) "Saihaku-gun" је област у префектури Тотори, Јапан.
По попису из 2003. године, област је бројала 50.436 становника са густином насељености  од 135,28 становника по км². Укупна површина је 372,83 км².

## Вароши и села
- Даисен
- Хиезу
- Хоки
- Нанбу

## Спајања
- 1. октобра 2004. године вароши Саихаку и Аими спојили су се и формирали нову варош Нанбу.
- 1. јануара 2005. године варош Кишимото спојио са вароши Мизокучи из области Хино да формира нову варош Хоки у Област Саихаку.
- 28. марта, 2005. године, вароши Накајама и Нава спојена у варош Даисен.
- 31. марта 2005. године варош Јодое спојена у варош Јонаго.

35° 21′ 47″ N 133° 25′ 48″ E / 35.36306° С; 133.43000° И